# Македония (площад в София)
Вижте пояснителната страница за други значения на Македония.
„Македония“ е основен площад на голямо кръстовище в центъра на град София, България. Преди Освобождението на България от османска власт тук е минавал крайградският ров (хендекът). Мястото, което е било проход през него е наричано Халка порта (Халкалъ капусъ) и западно от него са започвали гробища. По време на комунистическия режим до 1989 г. площадът носи името на Димитър Благоев, след това е възстановено старото му име „Македония“.
Основни пътища в София, свързани с площада, са булевард „Христо Ботев“ (бул. „Фердинанд“ в годините преди комунистическия режим), едноименният булевард „Македония“ (в XIX век наричан Княжевско или Кюстандилско шосе) и улица „Алабин“.
През кръстовището преминават няколко трамвайни линии. В близост по булевард „Христо Ботев“ се намира кръстовището, известно като Петте кьошета, в квартала между него и площада е Дебърската градина, а по „Алабин“ се стига до централния пешеходен булевард „Витоша“, по булевард „Македония“ – до площад „Руски паметник“.
На самия площад се намират Изпълнителна агенция „Пътища“ и КНСБ, наблизо са Министерството на земеделието, Българската стопанска асоциация и Българската фондова борса. В района се е намирал изгорелият през 1983 г. Софийски цирк. На негово място дълго време се намира и една от най-големите автоборси в центъра на София. Мястото е известно до неотдавна и като съборен пункт „пиаца“ за наемане на хамали, строителни работници, товарни и пасажерски таксита.
През април 2021 започва ремонтът на трамвайното трасе до кв. Княжево на трамвай 5, с което се ремонтира трамвайната инфраструктура в кръстовището. 

## Градски транспорт
Площадът е едно от най-заетите кръстовища за столичния трамваен транспорт. През него минават трамваите 1, 4, 5, 6, 7, 8, 10, 15 и 27.

## Галерия
- Площад „Македония“ през 2006 г.
- Площад „Македония“ през 2012 г.